# Springfield (Michigan)
Springfield – miasto w Stanach Zjednoczonych, w stanie Michigan, w hrabstwie Calhoun.